# トラモンティ
トラモンティ（イタリア語: Tramonti）は、イタリア共和国カンパニア州サレルノ県にある、人口約4,100人の基礎自治体（コムーネ）。

## 地理

### 位置・広がり
サレルノ県北西部、アマルフィ海岸の内陸に位置するコムーネである。コムーネの中心集落であるポルヴィカ (Polvica) は、アマルフィから北北東へ約7km、県都サレルノから西へ約11km、州都ナポリから南東へ約36kmの距離にある。

#### 隣接コムーネ
隣接するコムーネは以下の通り。括弧内のNAはナポリ県所属を示す。
- パガーニ - 北
- ノチェーラ・インフェリオーレ - 北
- ノチェーラ・スペリオーレ - 北東
- カーヴァ・デ・ティッレーニ - 東
- マイオーリ - 南
- ラヴェッロ - 南西
- レッテレ (NA) - 西
- コルバーラ - 北西
- サンテジーディオ・デル・モンテ・アルビーノ - 北西

## 行政

### 分離集落
トラモンティには、以下の分離集落（フラツィオーネ）がある。
- Campinola, Capitignano, Cesarano, Corsano, Figlino, Gete, Novella, Paterno Sant'Arcangelo, Paterno Sant'Elia, Pietre, Polvica, Ponte, Pucara